# FK Be1
FK Be1 är en fotbollsklubb i staden Jonava i Litauen, grundade 2019. Klubben spelar i Pirma lyga, Litauens andradivision.

## Hemmaarena
Större matcher kan spelas på Jonavos miesto centrinis stadionas (sedan 2024).

## Placering tidigare säsonger

### FK NFA
| Säsong | Nivå | Liga       | Placering | Referens | Notering                        |
| ------ | ---- | ---------- | --------- | -------- | ------------------------------- |
| 2012   | 2    | Pirma lyga | 6         | [ 1 ]    |                                 |
| 2017   | 3    | Antra lyga | 1         | [ 2 ]    | Uppflyttad till 2018 Pirma lyga |
| 2018   | 2    | Pirma lyga | 10        | [ 3 ]    |                                 |

### Be1 NFA
| Säsong | Nivå | Liga       | Placering | Referens    | Notering                        |
| ------ | ---- | ---------- | --------- | ----------- | ------------------------------- |
| 2021   | 3    | Antra lyga | 2         | [ 4 ]       | Uppflyttad till 2022 Pirma lyga |
| 2022   | 2    | Pirma lyga | 4         | [ 5 ] [ 6 ] |                                 |
| 2023   | 2    | Pirma lyga | 2         | [ 7 ]       | Nedflyttningskval               |

### FK Be1
| Säsong | Nivå | Liga       | Placering | Referens | Notering |
| ------ | ---- | ---------- | --------- | -------- | -------- |
| 2024   | 2    | Pirma lyga | 2         | [ 8 ]    |          |
| 2025   | 2    | Pirma lyga |           | [ 9 ]    |          |

## Färger
Be1 spelar i vit och blå trikåer, bortastället är blå.
| FK BE1 | FK BE1 |

### Dräktsponsor
- Nike

### Trikåer
| 2021 (H) | 2021 (B) |

## Trupp 2025
Uppdaterad: 3 januari 2025
| 12 | Litauen         | MV | Julius Virvilas        |  |  |  |  |  |
| 31 | Litauen         | MV | Rokas Bagdonavičius    |  |  |  |  |  |
|    |                 |    |                        |  |  |  |  |  |
| 15 | Litauen         | F  | Domas Slendzoka        |  |  |  |  |  |
| 21 | Litauen         | F  | Matas Petkevičius      |  |  |  |  |  |
| 23 | Litauen         | F  | Arnas Paura            |  |  |  |  |  |
| 25 | Litauen         | F  | Eduardas Jurjonas      |  |  |  |  |  |
| 66 | Litauen         | F  | Nazar Zubkov           |  |  |  |  |  |
|    | Litauen         | F  | Skirmantas Šeštavickas |  |  |  |  |  |
|    |                 |    |                        |  |  |  |  |  |
| 6  | Litauen         | MF | Martynas Džiugas       |  |  |  |  |  |
| 7  | Litauen         | MF | Karolis Skamarakas     |  |  |  |  |  |
| 8  | Litauen         | MF | Augustinas Akelis      |  |  |  |  |  |
| 16 | Elfenbenskusten | MF | Michael Zate           |  |  |  |  |  |
| 22 | Litauen         | MF | Emilis Talačka         |  |  |  |  |  |
| 28 | Senegal         | MF | Hamed Diawara          |  |  |  |  |  |

| 80 | Litauen | MF | Aurimas Dapkus                  |  |  |  |  |  |
|    | Litauen | MF | Ainas Bareikis                  |  |  |  |  |  |
|    |         |    |                                 |  |  |  |  |  |
| 27 | Litauen | A  | Ugnius Lekečinskas              |  |  |  |  |  |
| 30 | Litauen | A  | Rokas Lavron Mazur              |  |  |  |  |  |
| 79 | Nigeria | A  | Chukwudi Abiodun Adalumo        |  |  |  |  |  |
|    | Nigeria | A  | Ugochukwu Prince Odoh           |  |  |  |  |  |
|    |         |    |                                 |  |  |  |  |  |
| 4  | Litauen |    | Džiugas Čečkauskas              |  |  |  |  |  |
| 9  | Litauen |    | Nojus Grudis                    |  |  |  |  |  |
| 45 | Litauen |    | Domas Martusevičius             |  |  |  |  |  |
| 74 | Egypten |    | Omar Mohamed Resk Aly Abdelazim |  |  |  |  |  |

## Tränare
- Gintaras Krasauskas (2016 – 2018)
- Pablo Rios Freire (2021 – 2023)
- Miguel Machado (augusti 2023 – augusti 2024)
- Luis Manuel Hernandez Martin, sedan augusti 2024
- Edmundas Pukys (2025)
- Mikołaj Raczyński, sedan maj 2025[10]